# Lagkagediagram
Et lagkagediagram (eller mere formelt cirkeldiagram) er et statistisk diagram der gengiver relative størrelser grafisk i en cirkel. Hver størrelse repræsenteres af et cirkeludsnit hvis areal (eller ækvivalent centervinkel) angiver størrelsen proportionalt.
Lagekagediagrammer kritiseres ofte, med rette, for at være svære at afkode.[kilde mangler] I de fleste tilfælde (nogle vil sige alle tilfælde) giver en anden diagramtype, eksempelvis et søjlediagram, et bedre overblik over den indbyrdes fordeling.
- Wikimedia Commons har flere filer relateret til Lagkagediagram

| Matematik | Spire Denne artikel om matematik er en spire som bør udbygges. Du er velkommen til at hjælpe Wikipedia ved at udvide den. |